# László Szabados

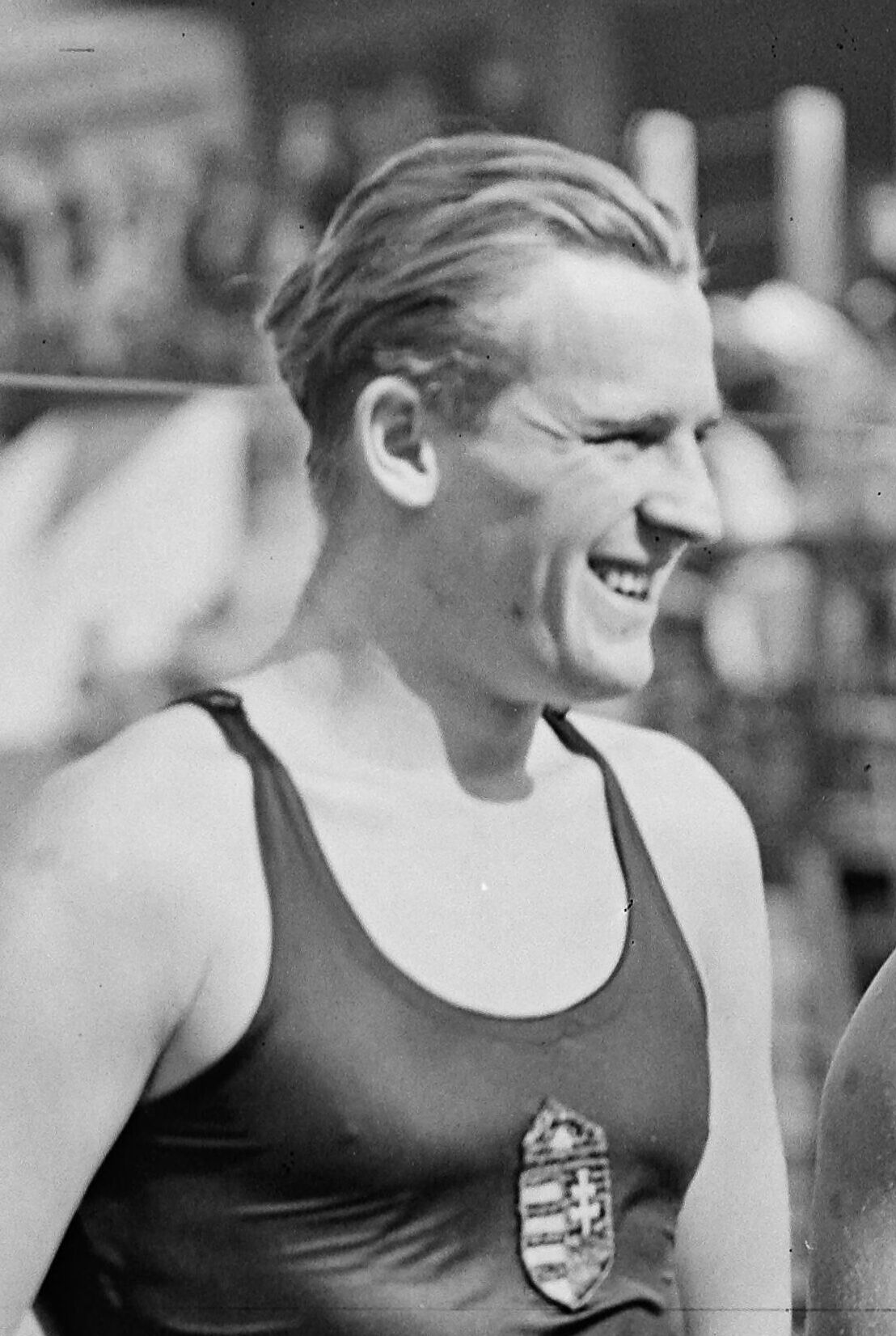
László Szabados (1931)

László Szabados (* 11. April 1911 in Szabadka, Königreich Ungarn; † 17. Oktober 1997 in Budapest) war ein ungarischer Schwimmer, der bei den Olympischen Spielen 1932 eine Bronzemedaille gewann. 1931 war er Europameister.

## Sportliche Karriere
László Szabados probierte während seiner Schulzeit in Szabadka verschiedene Sportarten aus, bevor er Wettkampfschwimmer wurde. Nach seinem Umzug nach Budapest schloss er sich 1930 Újpesti TE an. Er war mit den Staffeln von Újpesti TE sechsmal ungarischer Meister. Zwischen 1931 und 1934 trat er siebenmal international für Ungarn an.

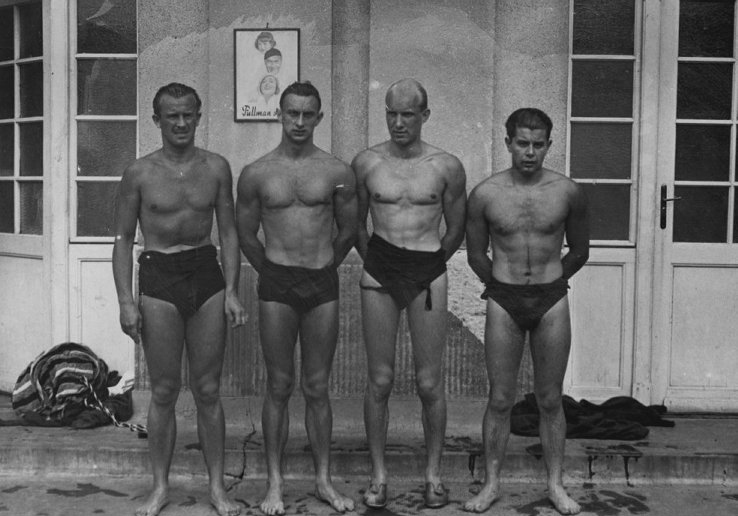
Von links nach rechts: László Szabados, Ferenc Csík, Árpád Lengyel, Ödön Gróf (1936)

Bei den Schwimmeuropameisterschaften 1931 in Paris gewann die ungarische 4-mal-200-Meter-Freistilstaffel mit András Wanié, László Szabados, András Székely, István Bárány den Titel vor der deutschen und der italienischen Staffel. Dabei stellten die Ungarn in 9:34,0 Minuten einen neuen Weltrekord auf.
Im Jahr darauf bei den olympischen Schwimmwettbewerben in Los Angeles traten insgesamt sieben Staffeln an, es fanden keine Vorläufe statt. Die japanische Staffel siegte in neuer Weltrekordzeit von 8:58,4 Minuten mit zwölf Sekunden Vorsprung vor der Staffel aus den Vereinigten Staaten. 21 Sekunden dahinter schlug die ungarische Staffel mit Wanié, Szabados, Székely und Bárány als Dritte an mit fünf Sekunden Vorsprung auf die Kanadier. In diesem Rennen waren die Ungarn 2,6 Sekunden schneller als bei ihrem bis zum Olympiafinale gültigen Weltrekord.
Szabados studierte Jura an der Katholischen Péter-Pázmány-Universität. 1933 und 1935 siegte er bei den International University Games. Szabados schloss sein Studium mit Promotion ab und war danach als Rechtsberater tätig.
Sein Bruder Dezső Szabados war 1936 im ungarischen Olympiateam als Ersatzmann der Rudermannschaft, kam aber nicht zum Einsatz.